# Port de la Bonaigua
De Port de la Bonaigua is een bergpas op een hoogte van 2072 meter over de hoofdkam van de Pyreneeën, in Catalonië. Ten noordwesten van de pas ligt het Val d'Aran, een deel van de Spanje dat tot het stroomgebied van de Garonne behoort. Langs de noordwestzijde van de pas, in de gemeente Naut Aran, ligt het skigebied Baqueira-Beret. De pas ligt op de klimatologische grens tussen Atlantische invloeden in het noordwesten en die van de Middellandse Zee in het zuiden.
Tezamen met de (significant hogere) Port de Vielha (2424 m) vormt de Port de la Bonaigua de enige toegang tot de Val d'Aran vanuit Spanje. Onder de Port de Vielha werd nooit een weg aangelegd, wel werd er in 1948 een tunnel onder die pas aangelegd.
Op de nabije pas bij Plan de Beret (1870 m) na, vormt de Port de la Bonaigua het laagste punt van de hoofdkam tussen de Portalet, meer dan 100 kilometer naar het westen en de Col du Puymorens / Coll de la Perxa, 100 kilometer oostelijker. De Port de la Bonaigua speelt geen rol van betekenis meer voor het regionale verkeer door de aanleg van de tunnel van Viella.